# 590年代
590年代（ごひゃくきゅうじゅうねんだい）は、西暦（ユリウス暦）590年から599年までの10年間を指す十年紀。

## できごと

### 590年
- ローマ教皇にグレゴリウス1世 (ローマ教皇)が即位（-604年）

### 591年
- ウェセックス王チェウリンに換り、ケント王エゼルベルトがイングランドのブレトワルダ（覇王）に即位（-616年）

### 592年
- 隋で均田法を施行される。
- 崇峻天皇が暗殺され、推古天皇が即位。

### 593年
- 聖徳太子が摂政となる。
- 聖徳太子が摂津国に四天王寺を創建。
- 伝承によればこの年、厳島神社が創建。
- 隋で法華玄義が成立。天台大師智顗講説、章安大師灌頂筆録。

### 596年
- 聖徳太子、病気療養のため道後温泉に滞在（伊予風土記）

### 598年
- 隋で初めての科挙が行われる。隋、隋の高句麗遠征に失敗する。

## 誕生
- 593年 - 舒明天皇、第34代天皇
- 594年 - 皇極天皇（斉明天皇）、舒明天皇皇后、第35・37代天皇
- 596年 - 孝徳天皇、第36代天皇
- 599年 - 太宗、唐の皇帝

## 死去
- 592年12月14日（崇峻天皇5年11月3日） - 崇峻天皇、第32代天皇
- 597年11月24日 - 天台大師智顗、天台宗の実質的な開祖